# Mitschrift
Die Mitschrift ist eine Textsorte, die sich über ihre Entstehung als Transkription eines Vortrags definiert. Der Begriff verstand sich ebenso wie das Gegenstück der Vorlesung ursprünglich wörtlich: vor der Erfindung des Buchdrucks wurden die (teuren) Bücher vorgetragen und durch die Studenten in der Mitschrift reproduziert. Mit dem Wandel der Vorlesung zum interaktiven, freien und oft multimedialem Vortrag verschob sich auch der Charakter der Mitschrift, die dem erhöhten Tempo nicht mehr Wort-für-Wort folgen kann. In Abgrenzung zum Protokoll, dem ein Anspruch auf Vollständigkeit innewohnt, hat die Mitschrift einen provisorischen Charakter. Sie ist zumindest ursprünglich nur für die Verwendung durch den Mitschreibenden gedacht und verzichtet daher auf Formalien, die für eine öffentliche Dokumentation notwendig wären.
Grundlage der Mitschrift sind zumeist Vorlesungen, Unterrichtsstunden oder andere bildende Vorträge. Aber auch für bei Tagungen oder Gerichtsverhandlungen wird der Begriff verwendet, wenn der Charakter der Unmittelbarkeit des Textes hervorgehoben werden soll, es sich aber nicht um ein Wortprotokoll handelt, wie es beispielsweise in der Parlamentsstenografie angefertigt wird. Es lassen sich unterschiedliche Motive zu Erstellung einer Mitschrift abgrenzen, aus denen sich jeweils unterschiedliche Anforderungen ergeben.

## Form
Die Mitschrift entsteht während des Vortrags. Der Mitschreibende steht somit unter Zeitdruck. Die wortgenaue Wiedergabe des Gesagten ist dadurch nicht möglich. Zumeist ist sie auch gar nicht gewünscht. Stattdessen werden Methoden verwendet, die Effizienz der Verschriftlichung zu steigern, zuvorderst durch Auslassung, darüber hinaus auch durch Abkürzung, die Beschränkung auf Stichworte bis hin zur reinen Schlagwortwolke, oder der Verwendung von (gelernter oder improvisierter) Stenografie.
Zudem ist ihm nur das bereits gesagte bekannt. Dadurch muss er zuweilen Annahmen über die Gliederung des Materials und die Relevanz des gesagten treffen und – beispielsweise durch das Aussparen flexibler Freiflächen – seinen Irrtum antizipieren und mögliche thematische Sprünge des Vortragenden kompensieren.

## Mitschrift im Bildungskontext
Es lassen sich grob drei Motivgruppen zum Anfertigen einer Mitschrift unterscheiden:

### Mitschreiben als Lernmethode
Bereits der Vorgang des Mitschreibens kann das Lernen erleichtern. Das konkrete Ziel der fertigen und vollständigen Mitschrift erfordert Aufmerksamkeit, die auch durch den aktiven Prozess des Schreibens gefördert wird. Dieser Mechanismus wirkt als Methode der Selbstdisziplinierung. Auch die doppelte Wahrnehmung (Hören und Schreiben) hilft, die Inhalte zu sichern und sich an einem späteren Zeitpunkt daran zu erinnern. Die Notwendigkeit, die Lerninhalte in einer sinnvollen Struktur darzustellen und logische Verknüpfungen zu erkennen erfordert zudem ein Verständnis des Gesagten, und ermöglicht in Zweifelsfall zu erkennen, was man noch nicht verstanden hat.

### Mitschrift als privates Lernmaterial
Die fertige Mitschrift als vermeintliches Primärziel kann als Grundlage des Lernens in der Nachbereitung des Unterrichts oder der Klausurvorbereitung dienen, sei es als Ersatz für ein Lehrbuch oder auch als Inhaltsangabe mögliche Prüfungsinhalte aufzeigt, die dann mit anderen Lernmaterialien erschlossen werden. Bei dieser Verwendung ist der Verfasser auch der spätere Leser. Auf die Darstellung von Voraussetzungen, die ihm bereits bekannt sind, kann somit verzichtet werden. Auch Vereinfachungen wie die Verwendung nicht-standardisierter Darstellungsformen sind möglich.

### Mitschriften als (halb)öffentliche Dokumentation
Eine Mitschrift kann unter bestimmten Voraussetzungen auch denen als Lerngrundlage dienen, die sie nicht erstellt haben oder nicht einmal bei der Veranstaltung zugegen waren. Der Verlauf über Skriptum bis hin zum Lehrbuch ist dabei fließend: so entstand Richard Feynmans Standardwerk, die Feynman-Vorlesungen über Physik, als Reinschrift einer Mitschrift seines wissenschaftlichen Mitarbeiters. Dieselbe Struktur fand sich schon bei Martin Luther, dessen Predigten, Vorlesungen und Tischreden durch den eigens als Mitschreiber angestellten Reformator Georg Rörer (1492–1557) überliefert sind. Die Mitschriften Wannenmann (Heidelberg 1817/18) und Homeyer (Berlin 1818/19) haben als Zeugnis Hegels zeitgenössischem Denkens den Status eines Standardwerks der Rechtsphilosophie angenommen.

#### Institutionalisierung
Die Weitergabe fertiger Mitschriften kann dabei ad hoc zwischen Teilnehmern einer Veranstaltung erfolgen, sich über universitätsinterne Kommunikationsplattformen oder öffentliche Soziale Medien organisieren, oder auch institutionalisierte Formen annehmen. So entstand 1971 die Mitschriften AG an der Wirtschaftsfakultät der Universität Köln. Diese beschäftigt dutzende Mitarbeiter, darunter Mitschreibende, die für ihre Dokumentation einer Veranstaltung 500 Euro erhalten. Die Mitschriften werden in einem zentralen Ladenlokal vervielfältigt und können zeitnah von Studierenden abgeholt werden, die hierzu eine Bezugsmarke für das jeweilige Semester erworben haben. Mitschriften früherer Semester können als vollständiges Werk erworben werden. Ähnliche Strukturen existieren an vielen Hochschulen und unterschiedlichen Organisationsgraden. Mittlerweile sind auch universitätsübergreifende kommerzielle Plattformen entstanden, darunter das werbefinanzierte Uniturm.de.